# AMC Theatres
Az AMC Theatres (American Multi-Cinema, rövidítve: AMC) amerikai multiplex mozilánc, melyet az AMC Entertainment Inc. üzemeltet, tulajdonosa az AMC Entertainment Holdings, Inc., mely pedig többségében a kínai Dalian Wanda Group leányvállalata. Az AMC-nek van a legnagyobb részesedése az amerikai filmszínházak piacán, megelőzve a Regal Entertainment Group céget, valamint a Cinemark Theatrest. Észak-Amerikában 346, Kínában pedig 86 helyen van jelen a Dalian Wanda Group által. A cég központja Leawoodban, Kansasban található.
Miután 2016-ban felvásárolta az Odeon Cinemas, UCI Cinemas és Carmike Cinemas hálózatokat, az Egyesült Államok és egyben a világ legnagyobb multiplex mozijává vált. Európában 244 helyen 2200 teremmel, míg Amerikában 661 helyen több mint 8200 teremmel van jelen.

## Fordítás
- Ez a szócikk részben vagy egészben  az   AMC Theatres című angol Wikipédia-szócikk ezen változatának fordításán alapul.  Az eredeti cikk szerkesztőit annak laptörténete sorolja fel. Ez a jelzés csupán a megfogalmazás eredetét és a szerzői jogokat jelzi, nem szolgál a cikkben szereplő információk forrásmegjelöléseként.